# Lékritir 77

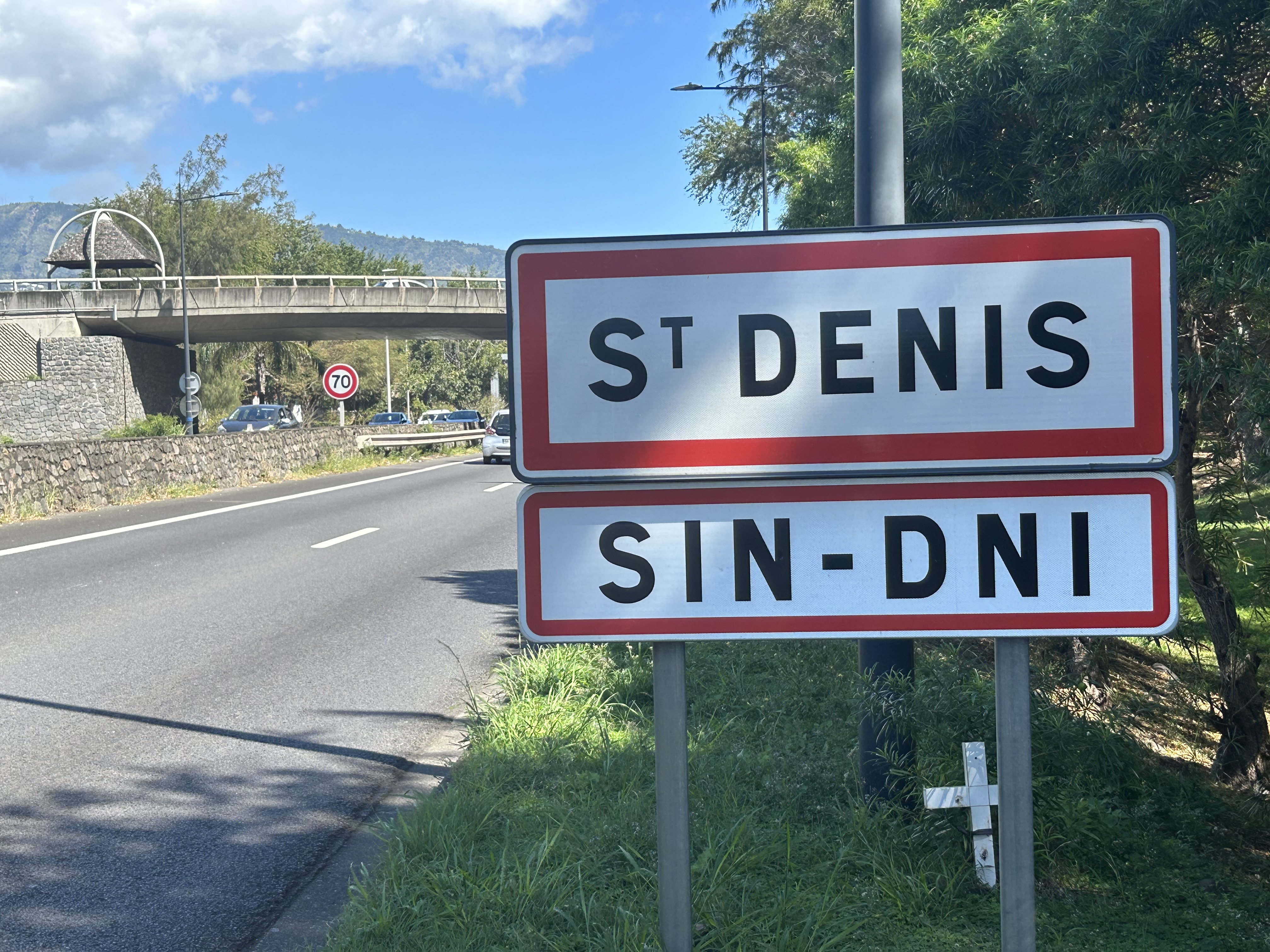
Signalisation bilingue français-créole réunionnais à l'entrée de Saint-Denis.

Lékritir 77 est une graphie du créole réunionnais.

## Historique
Elle a été proposée en octobre 1977. Elle demeura la seule disponible jusqu'en 1983, année qui vit surgir la proposition appelée KWZ. Elle est désormais également concurrencée par le Tangol, rendu public en 2001.

## Objectifs
Il s'agissait pour ses initiateurs de créer une « graphie commune à tous ceux qui écrivaient en créole ». En effet, la diversité des écritures était considérée comme pénalisante pour la promotion du créole.

## Principe
Le principe d'établissement de cette graphie est qu'une lettre représente un son et qu'un son n'est représenté que par une lettre. Cela aboutit à seulement 20 lettres, toutes déjà présentes dans l'alphabet latin et donc sur les claviers des machines à écrire de l'époque.